# Сорокопутовые личинкоеды
Сорокопутовые личинкоеды (лат. Coracina) — род воробьиных птиц из семейства личинкоедовых (Campephagidae). Представители рода обитают в Юго-Восточной Азии и Австралии (за исключением Coracina macei, который обитает в Южной Азии).

## Классификация
В состав рода включают 28 вида:
- Coracina caeruleogrisea — Толстоклювый сорокопутовый личинкоед
- Coracina longicauda — Длиннохвостый сорокопутовый личинкоед
- Coracina temminckii — Зондский сорокопутовый личинкоед
- Coracina bicolor — Двуцветный сорокопутовый личинкоед
- Coracina maxima
- Coracina lineata — Желтоглазый сорокопутовый личинкоед
- Coracina novaehollandiae — Масковый сорокопутовый личинкоед
- Coracina boyeri — Краснопятнистый сорокопутовый личинкоед
- Coracina fortis — Островной сорокопутовый личинкоед
- Coracina personata
- Coracina welchmani
- Coracina caledonica — Меланезийский сорокопутовый личинкоед
- Coracina striata — Полосатобрюхий сорокопутовый личинкоед
- Coracina mindorensis
- Coracina panayensis
- Coracina kochii
- Coracina guillemardi
- Coracina macei
- Coracina javensis
- Coracina larutensis
- Coracina dobsoni
- Coracina schistacea — Шиферный сорокопутовый личинкоед
- Coracina leucopygia — Белопоясничный сорокопутовый личинкоед
- Coracina larvata — Чернолицый сорокопутовый личинкоед
- Coracina papuensis — Белобрюхий сорокопутовый личинкоед
- Coracina ingens
- Coracina atriceps — Молуккский сорокопутовый личинкоед
- Coracina parvula

Ранее в состав рода включали гораздо больше видов. Он был разделен на основании результатов молекулярно-филогенетического исследования, опубликованного в 2010 году. Большая группа видов была перенесена в восстановленные роды Edolisoma и Ceblepyris, а небольшая группа видов из Азии и Индийского океана — в род Lalage.